# Blockchain
Blockchain (łańcuch bloków) – rosnąca lista wpisów (rekordów), zwanych blokami, które powiązane są ze sobą z użyciem elementów kryptografii. Każdy blok składa się ze znacznika czasu, danych transakcji oraz kryptograficznego skrótu z treści (haszu) (ang. hash) poprzedniego bloku, dzięki któremu formują one jednokierunkową listę — łańcuch bloków — w której nowo tworzone bloki powiązane są ze wszystkimi wcześniejszymi.

Struktura blockchain: łańcuch główny (czarny) składa się z najdłuższej serii bloków począwszy od bloku startowego (genesis) (zielony) do obecnego bloku. Bloki sieroce (fioletowe) pozostają poza łańcuchem głównym.

Architektura blockchain cechuje się niezmiennością. Modyfikacja danych zawartych w bloku, który stał się już częścią łańcucha, zmieniłoby jego kryptograficzny hasz, który zawarty został w sąsiednim bloku. Podmiana haszu w sąsiednim bloku doprowadziłaby natomiast do zmiany jego własnego haszu, który następnie zostałby odrzucony przez jego sąsiadujący blok, wywołując efekt domina. Rozerwanie w taki sposób łańcucha bloków nazywane jest forkiem.
Blockchainy z reguły zarządzane są przez sieci peer-to-peer jako rozproszona baza danych, w którym wszystkie węzły sieci trzymają się zasad pewnego protokołu komunikacyjnego, służącego weryfikacji poprawności proponowanych bloków i odrzucaniu niewspieranych forków. Mimo że istnieje wiele sposobów zaatakowania sieci blockchain, większość z nich uniemożliwiana jest na poziomie protokołu, a technologia blockchain z reguły uznawana jest za bezpieczną.

## Historia
Po raz pierwszy technologia stojąca za blockchain została opisana w 1991 roku przez Stuarta Habera i W. Scotta Stornetta i dotyczyła oznaczania dokumentów znacznikami czasowymi. System używał zabezpieczonych kryptograficznie ciągów bloków do przechowywania dokumentów ze znacznikami czasu. W 1992 do technologii zostało wprowadzone drzewo skrótów, czyniąc system bardziej wydajnym pozwalając na kolekcjonowanie kilku dokumentów w jeden blok. Technologia ta nie weszła do użycia, a patent wygasł w 2004 roku.
W 2000 roku Stefan Konst opublikował koncepcję rozproszonej księgi transakcji opracowaną w celu umożliwienia dostępu do danych finansowych zaufania publicznego, generowanych przez bankowość internetową, handel online i handel elektroniczny. Głównym założeniem jest fakt, że każdy powiernik księgi jest niezależny od innych.
W 2004 roku Hal Finney opracował system RPoW, Reusable Proof Of Work, który pozwalał na wymianę między użytkownikami tokenów podpisanych z użyciem klucza RSA, które powstały jako wynik – dowód wykonania dokonywania pewnych obliczeń.
W 2005 Nick Szabo opublikował koncepcję wirtualnej waluty Bit Gold opartej na blockchainie i opisanych wcześniej koncepcjach. W 2006 podobny koncept waluty o nazwie b-money opublikował Wei Dai.
Pierwsze zastosowanie, łączące poprzednie technologie, zarazem powszechne rozwiązanie tego typu zostało upublicznione 9 listopada 2008 roku pod nazwą Bitcoin w postaci dokumentacji typu „biała księga” (white paper), przez osobę lub grupę występującą pod pseudonimem Satoshi Nakamoto. 3 stycznia 2009 została uruchomiona publiczna sieć Bitcoin i wyemitowany pierwszy blok.
W 2014 powstał pierwszy blockchain drugiej generacji (blockchain 2.0) o nazwie Ethereum, gdzie wprowadzono możliwość rozproszonego uruchamiania kodu programowego, zwanego smart contractami.
W 2016 Linux Fundation w składzie 30 członków, w tym Guartime, SWIFT, R3, ConsenSys, VMware, Blockchain.com, przy dominującej w tych pracach roli IBM, rozpoczęła pracę nad uniwersalną platformą blockchain o nazwie Hyperledger.

## Architektura

Struktura bloków Bitcoin

Blockchain jest przykładem architektury technologii rozproszonego rejestru. Jednym z kluczowych celów blockchainu jest osiąganie konsensusu między swoimi węzłami peer-to-peer, a zatem by wszystkie z nich zgadzały się co do obecnego stanu sieci. Tym samym węzły blockchain utrzymują identyczne kopie rejestru danych, potocznej księgi rachunkowej, i za pomocą zasad określonych w protokole, zgadzają się co do wprowadzanych w nich zmian.
W architekturze blockchain można wyróżnić trzy główne warstwy: warstwę sieciową, odpowiadającą za komunikację między węzłami; warstwę konsensusu, która zatwierdza nowe bloki; oraz warstwę aplikacji, gdzie funkcjonują zdecentralizowane aplikacje (dApps) i inteligentne kontrakty.

### Sieć
Sieci blockchain funkcjonują w oparciu o architekturę peer-to-peer. Każde urządzenie podłączone do sieci może brać udział w przesyłaniu danych i monitorować jej rozwój. Zdrową sieć blockchain rozpoznać można po tym, że jej węzły rozproszone są po całym świecie i jest ich na tyle dużo, by przejęcie ponad połowy z nich przez pojedynczą osobę nie było osiągalne.

### Transakcje
Transakcje są podpisywane cyfrowo za pomocą kryptografii klucza publicznego z użyciem kryptografii krzywych eliptycznych (ECDSA) i są jawne, choć użytkownicy są anonimowi. Transakcje mają charakter rozproszony, co oznacza, że nie są monitorowane przez głównego pośrednika. Są przetwarzane przez komputery w sieci peer-to-peer, która nie weryfikuje transakcji poprzez wykorzystanie centralnych komputerów. Transakcje nazywane są węzłami i po potwierdzeniu poprawności, dodawane do replikowanego i znakowanego czasem dziennika transakcji, nazywanego blokiem. Przetwarzanie transakcji nie jest bezpłatne.

### Łańcuch bloków
Jednokierunkowa lista rekordów, zwanych blokami, której nowe pozycje można dodawać tylko na jej końcu. Bloki powiązane są ze sobą w łańcuch przy użyciu kryptograficznej funkcji skrótu. Do funkcji skrótu wprowadzić można dowolną ilość danych, a następnie otrzymać ich hash, odpowiednik ludzkiego odcisku palca. Tak samo jak nie da się określić wyglądu człowieka na podstawie jego odcisku palca, niemożliwe jest odgadnięcie danych, które kryją się pod danym hashem. Każdy nowy blok oprócz zwykłych danych musi zawrzeć w sobie hash poprzedniego bloku, a ponieważ poprzedni blok również zawiera w sobie hash jeszcze wcześniejszego bloku, tworzy się pewnego rodzaju łańcuch hashy, który pozwala sieci blockchain utrzymać jednokierunkową ciągłość.
Gdy jeden z węzłów sieci zaproponuje blok, który jest sprzeczny z protokołem sieci, zostaje on przez nią odrzucony. Mimo to z powodu otwartej natury sieci peer-to-peer grupa właścicieli węzłów może zdecydować się na zmienienie oprogramowania protokołu swoich węzłów. W takim wypadku zostają one odrzucone przez węzły nadal podążające za starym protokołem i stają się zupełnie odrębną siecią blockchain. Proces ten nazywany jest forkiem. Jest to jedyny sposób przeprowadzania aktualizacji protokołu, podczas których pierwotna sieć zazwyczaj zostaje porzucona przez wszystkie węzły, a zatem rozłam jest niemalże niezauważalny. Niekiedy społeczność danego blockchainu decyduje się na bardziej kontrowersyjne forki; w roku 2016 sieć blockchain Ethereum padła ofiarą ataku hakerskiego z powodu błędu w kodzie jednego ze smart kontraktów, przez co społeczność blockchainu postanowiła złamać reguły protokołu, by uratować skradzione środki. Ponieważ nie wszyscy zgadzali się z taką decyzją, część węzłów postanowiła pozostać przy starym łańcuchu, tworząc sieć zwaną Ethereum Classic.

### Blok
Blok jest podstawowym elementem łańcucha bloków. Składa się z nagłówka i danych (transakcji). W nagłówku zapisany jest hash poprzedniego bloku w łańcuchu, znacznik czasowy utworzenia oraz korzeń drzewa hashy (merkle tree root). Sekcja danych zawiera transakcje których autentyczność potwierdza kryptograficzny podpis właścicieli przelewanych środków. Liczba transakcji w danym bloku uzależniona jest od maksymalnego rozmiaru bloku, ten natomiast określony jest w protokole danego blockchainu. Przykładowo, sieć Bitcoina zezwala na bloki o maksymalnym rozmiarze 1 MB.
Istnieje wiele algorytmów tworzenia bloków, takich jak Proof of Work, Proof of Stake, Delegated Proof of Stake czy Proof of Authority.

## Właściwości
- Transparentność (przejrzystość) – sieci wykorzystujące blockchain gwarantują równy dostęp do danych każdemu uczestnikowi sieci;
- Anonimowość – przez zastąpienie danych użytkowników identyfikatorami wewnątrz sieci[30];
- Niezależność – technologia blockchain oparta na zakodowanej strukturze kryptograficznej, nie potrzebuje żadnej instytucji pośredniczącej, weryfikującej dane z transakcji czy potwierdzającej jej uczestników[31];
- Bezpieczeństwo – odporność na cyberataki[32]; Transakcje zapisane w łańcuchu bloków są nieodwracalne (…) każda próba zmiany jednego bloku pociąga za sobą zmianę całego następującego po nim łańcucha bloków. W wypadku próby oszustwa: zmiany albo wprowadzenia nieautoryzowanej transakcji, węzły blockchain w procesie weryfikacji odkryją niezgodność kopii z zapisami sieci, odmawiając jej uwzględnienia w łańcuchu bloków”[33].
- Efektywność – dzięki rozproszonej księdze, która jest współużytkowana przez uczestników sieci, można uniknąć czasochłonnego uzgadniania rekordów. Aby przyspieszyć transakcje, można w łańcuchu bloku zapisać zestaw reguł, tzw. inteligentną umowę i automatycznie je wykonywać[34].

## Zastosowania

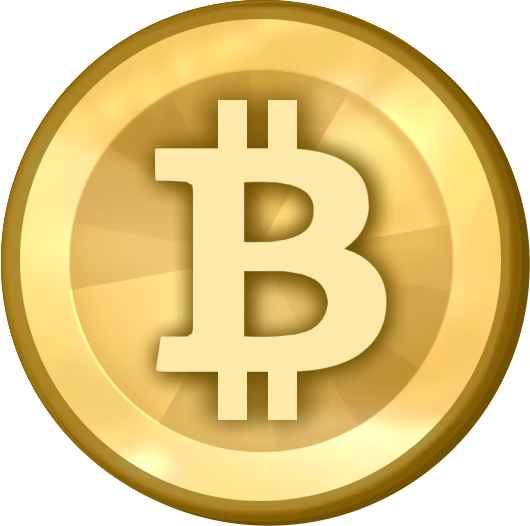
Jednym z zastosowań są kryptowaluty, np. bitcoin. Blockchain to system, na którym zbudowany jest bitcoin. Kryptowaluta bitcoin to aplikacja stworzona na blockchainie, a nie odwrotnie

Najpopularniejszym i najpowszechniejszym z zastosowań technologii blockchain są kryptowaluty (bitcoin, ethereum), chociaż zyskuje na znaczeniu w wielu innych zastosowaniach w wielu branżach, np. internet rzeczy (IoT) czy Distributed Autonomous Organizations (DAO), czyli autonomiczne organizacje rozproszone oraz Distributed Ledger Technology (DLT), czyli zdecentralizowane bazy danych księgowych.
Znane obszary zastosowań blockchain:
- Sektor finansowy: księgi rachunkowe, kryptowaluty, kryptoaktywa[38], transfery międzynarodowe i międzybankowe[18] (Ripple, Coinbase, Binance), wymiana walut, płatności oraz pożyczki peer-to-peer – globalna sieć przekazów pieniężnych i pożyczek, eliminująca pośredników (Abra, BTC Jam);
- Sektor opieki zdrowotnej, np. wykorzystywanie łańcucha bloków do bezpiecznego przechowywania dokumentacji medycznej pacjentów[39];

- Głosowania i referenda[18] – rozproszone, niezaprzeczalne, oraz nieedytowalne i automatyczne zliczanie głosów z pełną historią (FollowMyVote);

- Transakcje giełdowe bez pośredników i instytucji[40];
- Internet rzeczy (Internet of Things) – śledzenie stanu, historii, wymiana zdarzeń. Przykład: Filament;
- Księgi wieczyste z pominięciem notariusza i sądów ksiąg wieczystych[41];
- Handel[18]: zdecentralizowane rynki – transakcje zawierane bez pośredników i instytucji, sprzedaż, współdzielenie i wynajem własności (Open Bazaar, Slock.it), obrót energią elektryczną prosument-odbiorca, bez pośredników;
- Dystrybucja i produkcja energii – przeniesienie do blockchain rozliczania transportu energii, liczników energii, producentów energii (np. osób odsprzedających energię z ogniw fotowoltaicznych), wydawanie certyfikatów i analiza (LO3Energy, Brooklyn Microgrid, SolarChange)[41];
- Rejestr właścicieli aut i historii kupna-sprzedaży oraz ich ubezpieczenia (porównaj CEPiK);
- Księgi akcyjne;
- Transport – wynajem przejazdów, prywatni kierowcy, współdzielenie przejazdów, przewóz osób i rzeczy. Dzięki blockchain i przezroczystości możliwe ominięcie pośredników i regulacji państw (Arcade City);
- Tożsamość i jej weryfikacja – rozproszone systemy identyfikacji osób, cyfrowe podpisy, autoryzacje, reputacja (UniquId, OneName, WorldTable)[42];
- Składowanie danych – zaufane, rozproszone, odporne na awarie i próby wpłynięcia na integralność danych systemy składowania danych (NXT, PeerNova);
- Inteligentne kontrakty – automatycznie zawierane i wykonywane kontrakty których nikt nie kontroluje, ale każdy (w obrębie blockchaina) im ufa (zautomatyzowane łańcuchy dostaw). (UbiMS, Mirror);
- Hazard, systemy gier, przewidywanie zdarzeń – anonimizacja graczy, przekazy wygranych, osiągnięcia, własne waluty w grach komputerowych, systemy przewidywania (np. ruchu przeciwnika) (Augur, Deckbound);
- Digitalizacja dokumentów – składowanie odpowiedników w formie inteligentnych kontraktów, składowanie skanów, odpowiedników w formie plików danych, gwarancja niezaprzeczalności. Przykład: składowanie paragonów w blockchain w celach gwarancyjnych (Colu).
- Identyfikacja, śledzenie dóbr luksusowych – śledzenie dzieł sztuki, diamentów, zegarków, dóbr kolekcjonerskich (Everledger, BlockVerify, Chainlink);
- Usługi rządowe – podatki, składki, hipoteki, akty własności, księgi wieczyste, rejestry (PESEL, NIP itp.) (BitNation, ShoCard);
- Edukacja – rejestr uczniów, ocen, wyników oraz świadectw[43].

## Znaczenie blockchain w gospodarce
Technologia blockchain jako innowacyjne rozwiązanie odgrywa ogromną rolę w ekonomii, przyczyniając się tym samym do rozwoju gospodarczego. Pierwszą branżą, która rozpoznała jej potencjał, był rynek finansowy. Już od roku 2014 obserwowany jest ciągły wzrost zainteresowania blockchain a technologie kryptowalut są stale rozwijane i udoskonalane. Trwają prace w branży FinTech, łączącej finanse z technologią, a branża ubezpieczeniowa tworzy własną technologię InsurTech. Tak dynamiczny i efektywny rozwój branży blockchain jest korzystny z punktu widzenia przedsiębiorców, którzy dotychczas poszukiwali optymalnych rozwiązań w zakresie zarządzania danymi w swojej codziennej działalności. Ciągłe poszerzanie i rozwój tej dziedziny wpływa na wzrost gospodarki jako całości. Według raportu firmy analitycznej PwC, technologia blockchain ma przynieść światowej gospodarce dodatkowe 1,76 bln USD do 2030 roku.
Także w tradycyjnej branży finansowej dostrzega się nowe możliwości jakie niesie ze sobą opisywana technologia. „W 2015 roku powstało konsorcjum R3 założone przez banki i firmy z branży FinTech, którego celem jest właśnie rozwijanie technologii blockchain”. Co znaczące, „w skład tego konsorcjum weszły m.in.: Citi, Bank of America, Morgan Stanley, HSBC, Barclays czy Goldman Sachs. W lipcu 2016 roku Citi ogłosił, że wypracował własną kryptowalutę: citicoin. Natomiast FinTechowy start-up Chain.com otrzymał 30 mln dolarów dofinansowania w celu zbudowania rozwiązania, dzięki któremu będzie możliwość przesyłania różnych wartościowych aktywów w sieci, np. punktów lojalnościowych czy instrumentów finansowych”.
Kolejną branżą, która dostrzegła potencjał technologii blockchain, jest energetyka. „Blockchain idealnie nadaje się do rozliczania transakcji kupna-sprzedaży energii pomiędzy jej małymi producentami, (…) gospodarstwami domowymi a ich klientami, odbiorcami energii, także rozproszonymi np. elektrycznymi samochodami”.
W obecnej chwili rządy wielu państw inwestują ogromne sumy pieniędzy w rozwój technologii, które wykorzystują blockchain. Powstają także setki start-upów, które zbierają pieniądze na rozwój i badania. Światowe Forum Ekonomiczne umieszcza technologię blockchain w TOP10”.